# Етиопска лястовица
Етиопска лястовица (Hirundo aethiopica) е вид птица от семейство Лястовицови (Hirundinidae).

## Разпространение и местообитание
Разпространен е в Бенин, Буркина Фасо, Гана, Гвинея, Еритрея, Етиопия, Камерун, Кения, Демократична република Конго, Кот д'Ивоар, Мали, Нигер, Нигерия, Сенегал, Сомалия, Судан, Танзания, Того, Уганда, Централноафриканската република, Чад и Южен Судан.